# كاثلين روز بيركنز
كاثلين روز بيركنز (بالإنجليزية: Kathleen Rose Perkins)‏ هي ممثلة أمريكية، ولدت في 15 نوفمبر 1974 في الولايات المتحدة. بدأت مشوارها المهني سنة 2001.

## أعمال

### أفلام
- (2005) الجزيرة[4][5][6]
- (2013) كفى حديثا[7]
- (2014) الزوجة المفقودة[8][9]

### مسلسلات
- المستعمرة
- لوس أنجلوس
- بيرسون أوف إنترست
- ميامي
- كاسل
- كيف قابلت أمكما

## وصلات خارجية
- كاثلين روز بيركنز على موقع IMDb (الإنجليزية)
- كاثلين روز بيركنز على موقع ألو سيني (الفرنسية)
- كاثلين روز بيركنز على موقع أول موفي (الإنجليزية)
- كاثلين روز بيركنز على موقع قاعدة بيانات الفيلم (الإنجليزية)
- كاثلين روز بيركنز على موقع كينوبويسك (الروسية)